# 耶迪·玛丽·路易松
耶迪·玛丽·路易松（Yeldy Marie Louison，1991年11月11日—），毛里裘斯女子羽毛球運動員。

## 簡歷
2014年6月，耶迪·玛丽·路易松出戰毛里裘斯國際賽，與凯特·甫·库内合作贏得女子雙打比賽亞軍。

## 主要比賽成績
只列出曾進入準決賽的國際賽事成績：
| 年份   | 賽事                 | 公開賽級別 | 項目     | 搭檔                 | 成績   |
| ------ | -------------------- | ---------- | -------- | -------------------- | ------ |
| 2009年 | 毛里裘斯羽毛球國際賽 | 國際系列賽 | 女子雙打 | Marlyse Marquer      | 準決賽 |
| 2013年 | 毛里裘斯羽毛球國際賽 | 未來系列賽 | 混合雙打 | Sahir Edoo           | 準決賽 |
| 2013年 | 南非羽毛球國際賽     | 未來系列賽 | 混合雙打 | 沙希尔·阿卜杜勒·埃杜 | 亞軍   |
| 2014年 | 毛里裘斯羽毛球國際賽 | 國際系列賽 | 女子雙打 | 凯特·甫·库内         | 亞軍   |
| 2014年 | 毛里裘斯羽毛球國際賽 | 國際系列賽 | 混合雙打 | 沙希尔·阿卜杜勒·埃杜 | 準決賽 |
| 2014年 | 南非羽毛球國際賽     | 國際系列賽 | 女子雙打 | 凯特·甫·库内         | 準決賽 |
| 2014年 | 南非羽毛球國際賽     | 國際系列賽 | 混合雙打 | 沙希尔·阿卜杜勒·埃杜 | 準決賽 |
| 2015年 | 毛里裘斯羽毛球國際賽 | 國際系列賽 | 女子雙打 | 凯特·甫·库内         | 準決賽 |
| 2015年 | 毛里裘斯羽毛球國際賽 | 國際系列賽 | 混合雙打 | 沙希尔·阿卜杜勒·埃杜 | 亞軍   |
| 2015年 | 非洲羽毛球錦標賽     | 其他       | 混合團體 | －                   | 冠軍   |
| 2015年 | 非洲羽毛球錦標賽     | 其他       | 女子雙打 | 凯特·甫·库内         | 亞軍   |
| 2016年 | 羅斯希爾羽毛球國際賽 | 未來系列賽 | 混合雙打 | 沙希尔·阿卜杜勒·埃杜 | 冠軍   |
| 2016年 | 非洲羽毛球團體錦標賽 | 其他       | 女子團體 | －                   | 冠軍   |

| 2007-2017年 | 首要超級賽 | 超級賽 | 黃金大獎賽 | 大獎賽 | 國際挑戰賽 | 國際系列賽 | 未來系列賽 | 其他 |

| 2018-2026年 | 總決賽 | 超級1000賽 | 超級750賽 | 超級500賽 | 超級300賽 | 超級100賽 | 國際挑戰賽 | 國際系列賽 | 未來系列賽 | 其他 |